# 익산 백제토기 도요지
익산 백제토기 도요지(益山 百濟土器 陶窯址)는 대한민국 전북특별자치도 익산시 금마면에 있는 요지이다. 1973년 6월 23일 전북특별자치도의 기념물 제14호로 지정되었다.

## 개요
요지는 자기나 기와, 그릇들을 만들어 굽던 가마터를 말한다.
익산 백제토기 가마터는 미륵산 동편에 있으며, 2기의 가마터가 발굴되었다. 가마터의 구조는 반지하식으로 반원형의 천장이 위로 향하면서 경사를 이루는 굴가마(등요)로 밝혀졌다. 아가리큰항아리(광구호), 세발토기(삼족토기), 항아리가 출토되었다.
이 가마터는 백제 후기의 토기 모양을 파악할 수 있는 유적이며, 일본 오사카에 있는 6세기경 가마터의 구조와 비슷한 면이 많아 일본의 토기 제작기술이 백제로부터 비롯되었음을 말해 주는 중요한 유적이다.

## 참고 자료
- 익산백제토기도요지 - 국가유산청 국가유산포털